# VoxNorth
Dansk rytmisk a cappella ensemble på 12 professionelle sangere, ledet af professor Jim Daus Hjernøe, Det Jyske Musikkonservatorium. Voxnorth har som erklæret mål at forny og videreudvikle rytmisk kormusik, og via et kompetenceudviklende samarbejde med Korcenter.dk (Det Jyske Musikkonservatorium, afd. Nord) skabe et innovativt miljø omkring didaktik, metodik og kunstnerisk udvikling for genren.
Musikalsk set fokuserer ensemblet på originalkompositioner og -arrangementer med særligt fokus på groove og innovative former for gruppeimprovisation.

## Biografi
Voxnorth blev dannet i 2005 af Jim Daus Hjernøe, og var frem til 2009 direkte tilknyttet Nordjysk Musikkonservatorium i Aalborg som rytmisk elitekor. I denne periode var der mellem 14 og 20 sangere i ensemblet, og det bestod primært af konservatoriestuderende og -uddannede sangere.
I 2007 udgav Voxnorth cd'en Essence, som modtog anerkendelse fra CASA (Contemporary A Cappella Society of America) i form af to nomineringer til en CARA-award i kategorierne Best Folk/World Album og Best Folk/World Song (for sangen Night Yoik).
Voxnorths koncerter indeholdt en stadigt større andel af improviseret musik, ofte i form af circlesongs. Denne kompositions- og arrangementsform er udviklet af den amerikanske vokalekvilibrist Bobby McFerrin og er det gennemgående element i hans koncerter med vokalensemblet Voicestra.
Voxnorth nåede i sin oprindelige form at give over 40 koncerter i Danmark, Norge, Sverige og Tyskland, inden de i 2010 blev relanceret som et uafhængigt, professionelt vokalensemble under navnet The New Voxnorth. Ensemblet vil fortsat opretholde et kompetenceudviklende samarbejde med Korcenter.dk (Det Jyske Musikkonservatorium, afd. Nord).

## Diskografi
"Essence", 2007